# Condrò
Condrò ist eine kleine Gemeinde in der Metropolitanstadt Messina in der Region Sizilien in Italien mit 481 Einwohnern (Stand 31. Dezember 2023).

## Lage und Daten
Condrò liegt 30 km westlich von Messina. Die Einwohner arbeiten hauptsächlich in der Landwirtschaft. 
Die Nachbargemeinden sind: Gualtieri Sicaminò, Pace del Mela und San Pier Niceto.

## Geschichte
Der Ort wurde im 14. Jahrhundert gegründet. 

## Sehenswürdigkeiten
- Pfarrkirche Santa Maria di Tindari an der Piazza Umberto I., gebaut in der zweiten Hälfte des 16. Jahrhunderts. In der Kirche sind wertvolle Holzschnitzereien (Chor, Tabernakel und Schränke) zu besichtigen.